# Senesino

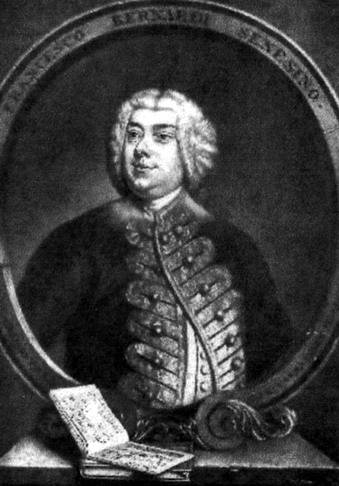
Een 18de-eeuws portret van Senesino

Francesco Bernardi alias Il Senesino (Siena, 31 oktober 1686 – aldaar, 27 november 1758) was een beroemde Italiaanse castraat, die ook goed acteerde.
Francesco Bernardi was de zoon van een chirurgijn-barbier en zong als jongen in het kerkkoor. Nog voor de stemwisseling werd hij gecastreerd. Na een strenge, maar zorgvuldige opleiding in het conservatorium, begon hij zijn carrière in 1707. Senesino had een stem, vergelijkbaar met een alt. Georg Friedrich Händel, die in Italië verbleef, zou hem toen al gehoord kunnen hebben.
Gedurende het seizoen 1716/17 zong hij in zes opera's in Napels, maar hij werd in 1717 gecontracteerd om in Dresden voor de keurvorst August de Sterke en zijn opera minnende zoon op te treden. Il Senesino zong de titelrol in Teofane, gecomponeerd door Antonio Lotti voor het huwelijk van de kroonprins Frederik August. Na een ruzie met de kapelmeester Johann David Heinichen over een niet tot zijn partij behorende, maar toch door hem gezongen aria kwam Senesino in 1720 voor onbepaalde tijd naar London. In Dresden werd de opera gesloten, nadat vier zangers voor een aanzienlijke gage naar Londen verdwenen.
Senesino leidde het leven van een popster. Hij reisde met een jonge, zwarte bediende, een ezel en een papegaai. Senesino zong in de meest succesvolle opera's van Händel, Giulio Cesare en Rodelinda. Tijdens de opvoering van Giulio Cesare viel een decorstuk om en Senesino barstte in tranen uit. De Royal Academy of Musick wilde hem in 1725/26 vervangen, daarop veinsde Senesino ziek te zijn. Bovendien beviel de aandacht voor de diva's Francesca Cuzzoni en Faustina Bordoni hem niet. Eerst in juli 1728 verliet hij Londen. Zijn vervanger, Antonio Bernacchi, werd echter niet zo populair. In 1730 keerde hij terug, maar met minder succes.
Senesino zong in twee oratoria van Händel: Esther en Deborah, maar ook in Ottone, een opera met een beroemde waanzinaria. Senesino stapte over naar de concurrentie in London en zong met Farinelli, die hij volgens de overlevering in de armen viel. The Opera of Nobility, waar Johann Adolf Hasse, Nicola Porpora en Giovanni Bononcini werkzaam waren, sloot evenwel zijn deuren in 1737. Senesino vertrok naar Toscana en liet een groot huis bouwen, dat hij had te danken aan de gekte van de Engelsen, zoals hij zelf verkondigde. Zijn laatste optreden was in 1740.
Thuis kreeg Senesino ruzie in verband met zijn nalatenschap. Il Senesino stierf aan een attack na de zoveelste ruzie met zijn neef.